# کات گوت پلین

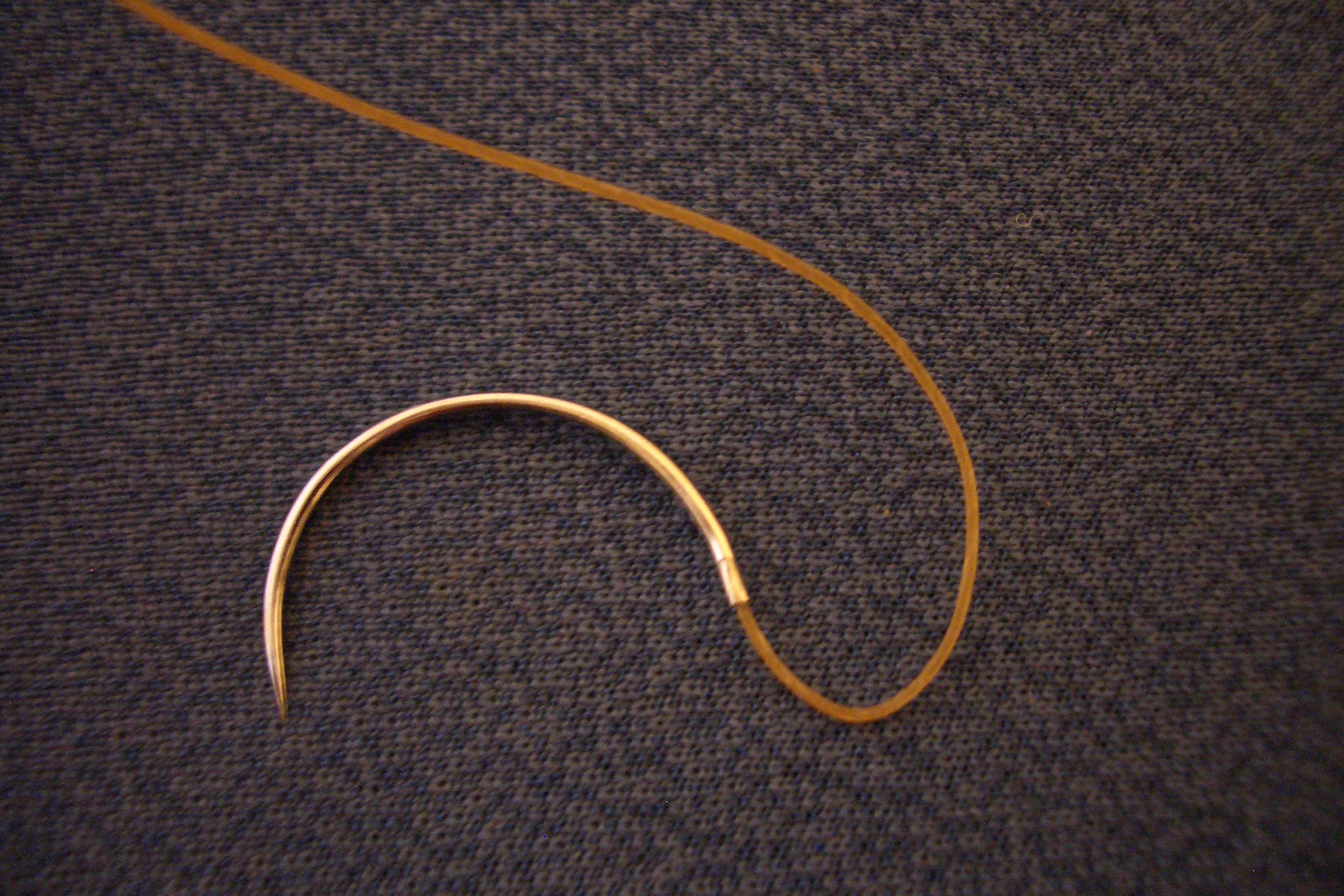
کات گوت پلین

کات گوت پلین(به انگلیسی: Catgut Plain) نوعی نخ بخیه قابل جذب بوده و از بافت زیرمخاطی روده گاو و گوسفند یا سروز روده خوک تهیه می‌گردد.

## خصوصیات
- هضم آنزیمی این نخ در طی ۷۰ روز انجام می‌گیرد.
- حساسیت بافتی زیادی ایجاد می‌کند.

## کاربرد
- بستن عروق کوچک
- جراحی زیبایی پوست
- چربی زیر پوست